# Ленінська премія
Ле́нінська пре́мія — в СРСР одна з найвищих форм заохочення громадян за найвидатніші досягнення в науці, техніці, літературі, мистецтві та архітектурі.
Ленінські премії присуджували до дня народження Володимира Ілліча Леніна (22 квітня).

## Історія премії
23 червня 1925 року Рада народних комісарів СРСР прийняла постанову «Про затвердження премії імені Володимира Ілліча Леніна за наукові праці». Спочатку премія присуджувалася лише за наукові праці.
Перше нагородження премією імені В. І. Леніна відбулося 17 серпня 1926 року. Першими лауреатами премії стали геолог і географ В. П. Овручев, агроном-ботанік М. І. Вавилов, агрохімік Д. М. Прянишников.
З 1935 по 1956 роки Ленінськими преміями не відзначали.
У вересні 1956 року ЦК КПРС і Рада Міністрів СРСР ухвалили постанову про відновлення присудження Ленінських премій в галузі науки й техніки, а також встановили Ленінську премію за найвидатніші твори літератури та мистецтва.
26 березня 1969 року додатково до наявних запроваджено одну Ленінську премію за особливо видатні й найталановитіші високоідейні твори літератури та мистецтва для дітей.
2 лютого 1967 року постановою ЦК КПРС і Ради Міністрів СРСР затверджено положення про премію. Згідно з ним, один раз на два роки присуджують 31 Ленінську премію: 25 — у галузі науки й техніки, 6 — у галузі літератури, мистецтва й архітектури. Розмір премії — 10 тисяч карбованців кожна.

## Опис знаку
Почесний знак лауреата Ленінської премії має форму правильного кола діаметром у 27 міліметрів.
На лицевому боці розміщене рельєфне зображення В. І. Леніна у профіль, повернуте у правий бік.
На зворотньому боці знаку надпис: «Лауреат Ленинской премии» (укр. Лауреат Ленінської премії) — у три рядки і риска, під якою нарізаний номер знаку.
Почесний знак лауреата з допомогою вушка і ланки з'єднується з прямокутною колодкою, вкритою червоною муаровою стрічкою.
Основа почесного знаку лауреата Ленінської премії, вушко і проміжна ланка виготовлялися з золота, колодка і решта деталей — з позолоченого срібла.